# Hans Christian Andersen (film 2003)
Hans Christian Andersen (ang. Hans Christian Andersen: My Life as a Fairy Tale) – fikcyjna relacja z życia młodego Hansa Christiana Andersena, utrzymana w konwencji dramatu biograficznego. Reżyserem filmu jest Philip Saville, a scenariusz stworzył Kit Hesketh-Harvey. Odtwórcą głównej roli jest Kieran Bew. Premiera filmu odbyła się w 2003 roku. Producentem jest Hallmark Entertainment. Film ma 174 minuty.

## Opis fabuły
Fabularyzowana opowieść o życiu Hansa Christiana Andersena. Młodzieniec mający upodobanie do opowieści stara się odnaleźć swoje miejsce w świecie i zdobyć sympatię kobiety, którą adoruje. Od początku do końca w fabułę wplątane są krótkie historyjki (m.in.: Słowik, Mała Syrenka i Królowa Śniegu), które przeplatają się z wydarzeniami z życia Hansa i w późniejszym czasie uczynią go sławnym.

## Obsada[1]
| Aktorzy          | Postać                  |
| ---------------- | ----------------------- |
| Kieran Bew       | Hans Christian Andersen |
| James Fox        | Jonas Collin            |
| Mathieu Carrière | Otto                    |
| Simon Callow     | Charles Dickens         |
| Steven Berkoff   | Pan Meisling            |
| Flora Montgomery | Jenny                   |
| Edward Atterton  | Książę Danii Christian  |
| Tom Strauss      | Dziadek                 |
| Emily Hamilton   | Mała Syrenka            |
| Geraldine James  | Matka Hansa             |
| Alison Steadman  | Pani Meisling           |
| Tamsin Egerton   | Kate Dickens            |
| Hugh Bonneville  | Wydawca                 |